# 5405 Neverland
5405 Neverland eller 1991 GY är en asteroid i huvudbältet som upptäcktes den 11 april 1991 av de japanska astronomerna Yoshio Kushida och Osamu Muramatsu vid Yatsugatake-Kobuchizawa-observatoriet. Den är uppkallad efter det fiktiva Landet ingenstans.